# Rhipidia (Rhipidia) improperata
Rhipidia (Rhipidia) improperata is een tweevleugelige uit de familie steltmuggen (Limoniidae). De soort komt voor in het Neotropisch gebied.